# Expedition 42

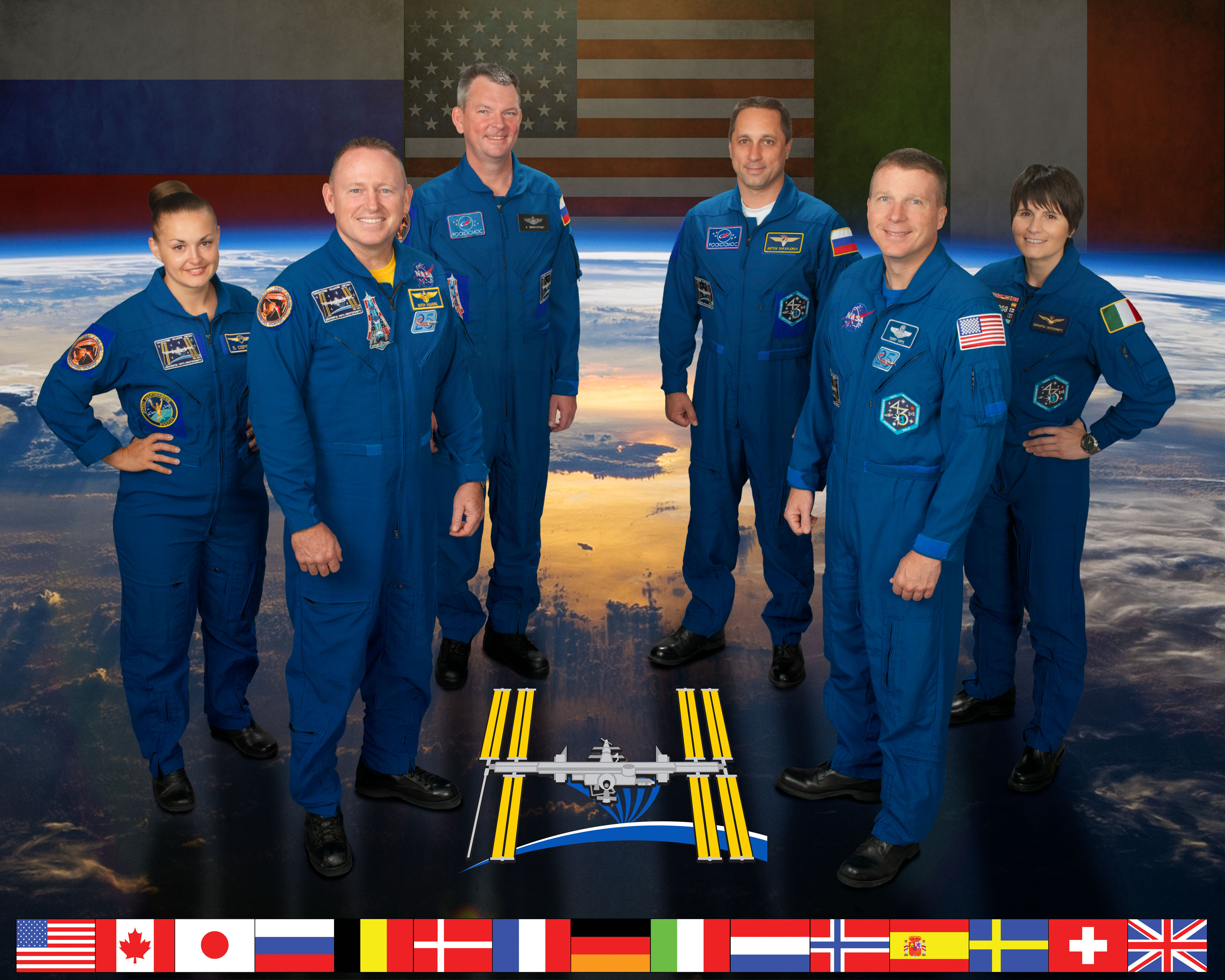
Expedition 42 besättning.

Expedition 42 var den 42:e expeditionen till Internationella rymdstationen (ISS). Expeditionen började den 10 november 2014 då delar av Expedition 41s besättning återvände till jorden med Sojuz TMA-13M.
Anton N. Sjkaplerov, Samantha Cristoforetti och Terry W. Virts anlände till stationen med Sojuz TMA-15M den 24 november 2014.
Expeditionen avslutades den 11 mars 2015 då Aleksandr M. Samokutjajev, Jelena Serova och Barry E. Wilmore återvände till jorden med Sojuz TMA-14M.

## Besättning
| Position       | Första delen (10 - 24 november 2014)               | Andra delen (24 november - 11 mars 2015)           |
| -------------- | -------------------------------------------------- | -------------------------------------------------- |
| Befälhavare    | Barry E. Wilmore, NASA Hans andra rymdfärd         | Barry E. Wilmore, NASA Hans andra rymdfärd         |
| Flygingenjör 1 | Aleksandr M. Samokutjajev, RSA Hans andra rymdfärd | Aleksandr M. Samokutjajev, RSA Hans andra rymdfärd |
| Flygingenjör 2 | Jelena Serova, RSA Hennes första rymdfärd          | Jelena Serova, RSA Hennes första rymdfärd          |
| Flygingenjör 3 |                                                    | Anton N. Sjkaplerov, RSA Hans andra rymdfärd       |
| Flygingenjör 4 |                                                    | Samantha Cristoforetti, ESA Hennes första rymdfärd |
| Flygingenjör 5 |                                                    | Terry W. Virts, NASA Hans andra rymdfärd           |